# Karasu Tengu

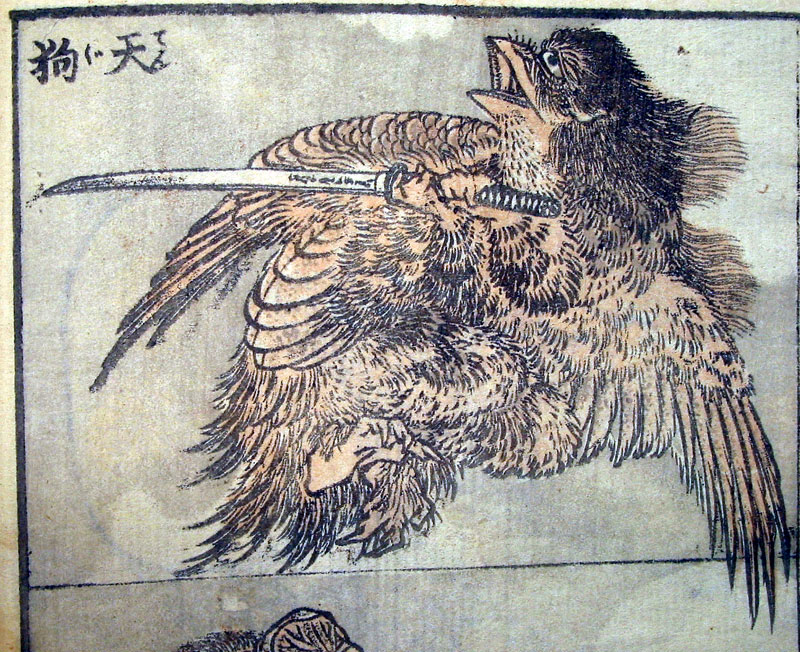
Karasu Tengu (Hokusai (1760–1849))

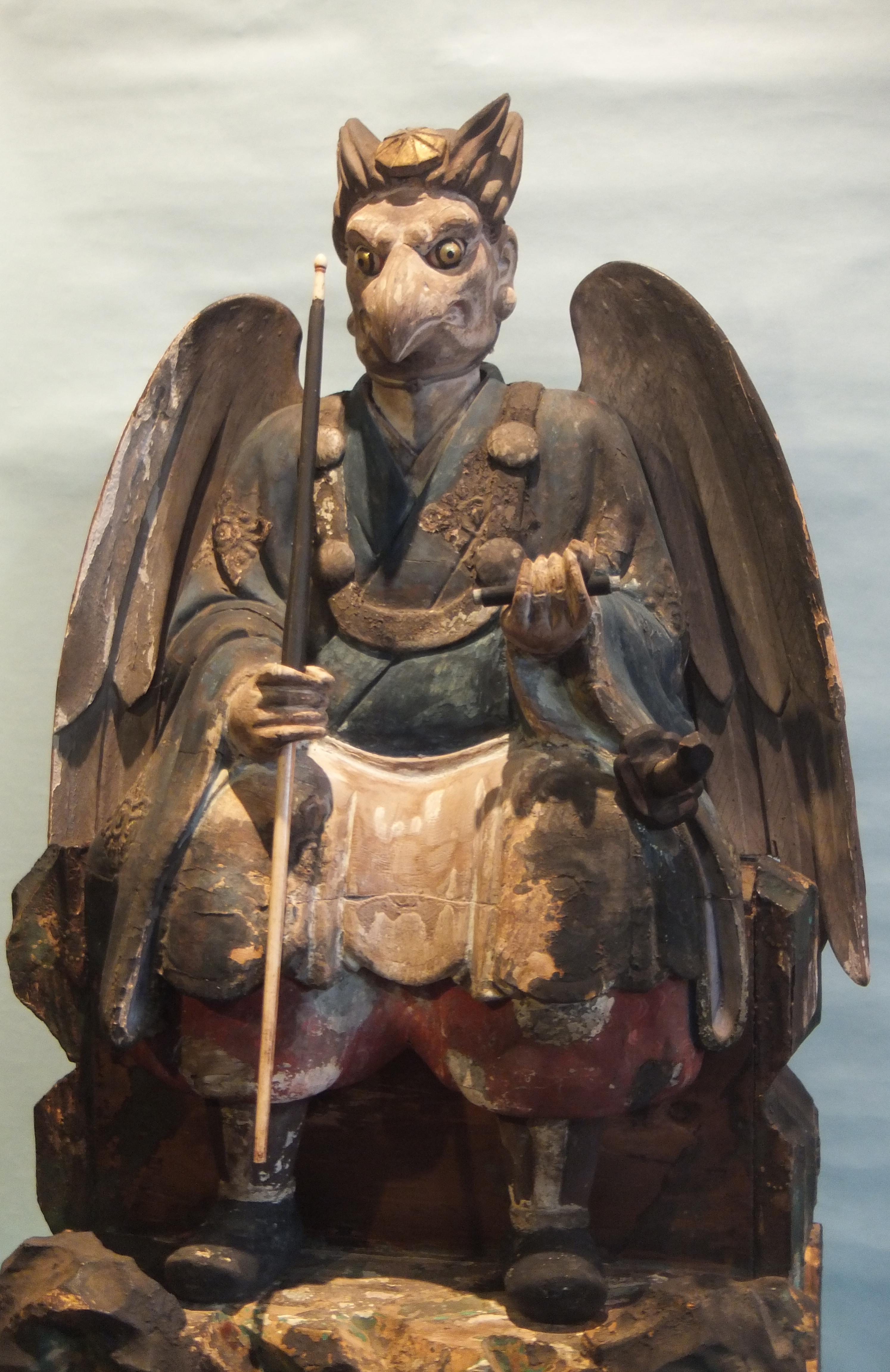
Karasu Tengu, späte Edo-Zeit

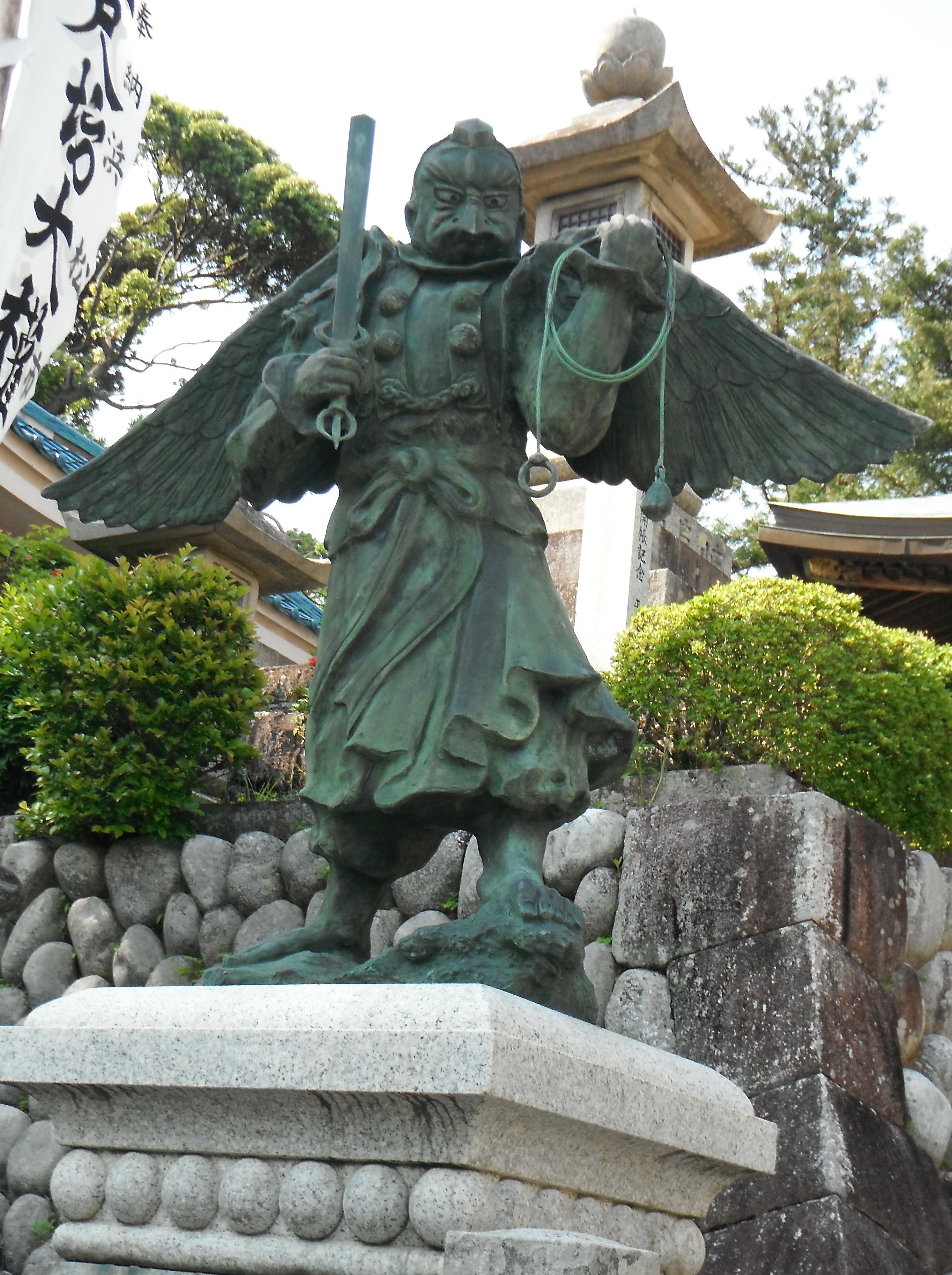
Karasu Tengu in Fukuroi, Japan

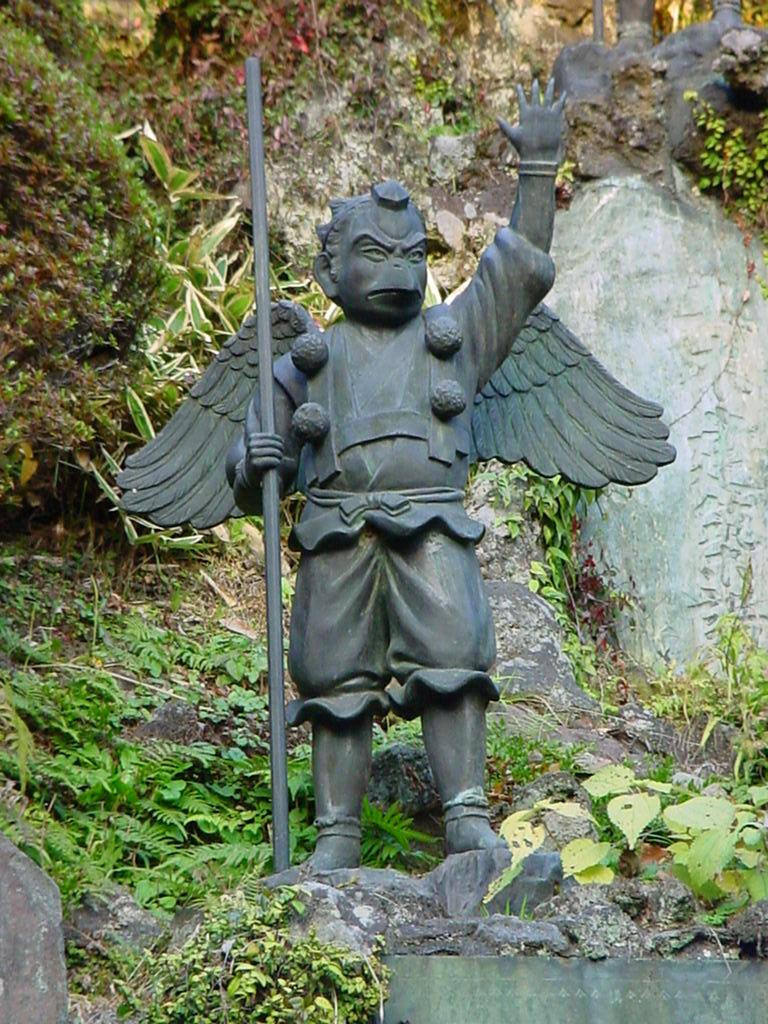
Karasu Tengu als Yamabushi, Kenchō-Tempel in Kamakura, Japan

Karasu-Tengu (カラス天狗, dt. „Raben-Tengu“) ist ein japanisches Fabeltier, ein Tengu, der wie der Dai-Tengu (Großer Tengu) in der Kleidung eines Yamabushi dargestellt wird. Sein Gesicht hat einen Schnabel wie ein Rabenschnabel, und er soll die Fähigkeit besitzen, frei zu fliegen. Er wird auch als Ao-Tengu (青天狗, Blauer Tengu) oder Shō-Tengu (小天狗, Kleiner Tengu) bezeichnet. Obwohl sein Name „Rabe“ enthält, sind viele Darstellungen mit Federn versehen, die Greifvögeln ähneln (siehe „Ergänzung“).

## Überblick
Der Karasu-Tengu zeichnete sich durch außergewöhnliche Schwertkünste aus, und es wird gesagt, dass der Karasu-Tengu vom Kurama-Berg dem jungen Ushiwakamaru das Kämpfen mit dem Schwert beibrachte. Ebenso wird ihm nachgesagt, dass er über spirituelle Kräfte verfügte und in alten Zeiten bis in die Hauptstadt hinabstieg, um Schrecken zu verbreiten. Seit dem Mittelalter war es üblich, Tengu mit dem Gesicht eines Raubvogels darzustellen. In der Neuzeit begannen die Menschen jedoch, anthropomorphe Gesichter zu zeichnen. Diese haben sich etabliert, sodass alle modernen Tengu menschliche Gesichter mit langen Nasen haben.
In der Malerei wird der Karasu-Tengu häufig in Szenen dargestellt, in denen der abgedankte Kaiser Sutoku-In, der nach Sanuki verbannt wurde, als Onryō (Rachegeist) erscheint, wie zum Beispiel in der Geschichte „Chinsetsu Yumiharizuki“.
In Gobō, Präfektur Wakayama, wird eine vermeintliche Mumie eines Karasu-Tengu in einem Zushi (kleiner Schrein) aufbewahrt. Berichten zufolge wurde diese Mumie während der Edo-Zeit bis zur Meiji-Zeit von Shugenja (asketischen Mönchen) durch das Land getragen, um den Gläubigen Genze Riyaku (weltliche Wohltaten) zu versprechen. Jedoch stellte sich bei einer wissenschaftlichen Untersuchung im Jahr 2007, die im Rahmen von Konservierungsmaßnahmen durchgeführt wurde, heraus, dass es sich um ein künstliches Objekt aus den Knochen eines Milans und Ton handelt. Bereits vor dieser Untersuchung gab es Zweifel an der Authentizität solcher Tengu-Mumien. In Hiraga Gennais Werk „Tengu-Dokuro-Kantei-Enki“ wird beispielsweise hinterfragt, warum ein angeblich unsterblicher Tengu überhaupt Knochen hinterlassen sollte.

## Überlieferung
In Masao Suehiro's „Tengu-Geschichten aus Iyo“ findet sich folgende Erzählung: Ein Mann aus Saijō in der Präfektur Ehime bestieg den Ishizuchi-Berg zusammen mit seinem Kind. Während er kurzzeitig nicht aufpasste, wurde das Kind plötzlich von einem Tengu entführt. Der Mann suchte verzweifelt nach dem Kind, konnte es jedoch nicht finden und kehrte schließlich schweren Herzens nach Hause zurück. Zu seiner Überraschung war das Kind bereits vor ihm nach Hause gekommen. Es berichtete, dass es hinter dem Schrein auf dem Gipfel des Berges uriniert habe, als ein großer Mann mit einem pechschwarzen Gesicht auftauchte. Der Mann habe freundlich gesagt: „Du solltest an einem solchen Ort nicht urinieren. Ich bringe dich nach Hause. Schließ einfach die Augen.“ Als das Kind die Augen wieder öffnete, stand es im Hinterhof seines Hauses. Diese Begebenheit wird dem Karasu-Tengu vom Ishizuchi-Berg zugeschrieben.

## Religiöse Verehrung des Karasu-Tengu
Karasutengu hat je nach Region viele Variationen. Es gibt eine Legende von „Izuna Gongen“ auf dem Berg Iizuna in der Präfektur Nagano. Es gibt eine Legende von „Akiba Gongen“ in Akibayama in der Präfektur Shizuoka. Es gibt eine Legende von „Myokaku-Doryo“ im Saijoji-Tempel in der Präfektur Kanagawa. Präfektur Gunma
Im Kasabazan Ryukain-Tempel gibt es eine Tradition von „Nakamine-Sonja“. Es gibt eine Legende von „Iwakiri-Iiduna-Daigongen“ auf dem Berg Kaba in der Präfektur Ibaraki.

## Ergänzung
Tengu wurden ursprünglich oft in der Gestalt eines Milans (鳶, Tobi) dargestellt. Ab der Edo-Zeit wurden jedoch vogelähnliche Tengu als Karasu-Tengu (烏天狗, Rabentengu) bezeichnet, da in alten Zeiten Milan und Rabe (烏, Karasu) oft als ähnliche Wesen betrachtet und gemeinsam genannt wurden.
Das Wort „Tobi“ (Milan) aus der späten Heian-Zeit, wie es im „Konjaku Monogatari-shū“ vorkommt, bezog sich jedoch nicht auf den heutigen Milan, sondern auf mittelgroße Greifvögel wie den Habichtbussard oder den Turmfalken. In der Kunst wurden Tengu oft als Habicht, Sperber oder auch als der heutige Milan dargestellt. Dies deutet darauf hin, dass sie im Allgemeinen als verschiedene Greifvögel interpretiert wurden.
In Gemälden aus der späten Edo-Zeit wurden Tengu hingegen zunehmend in einer Form dargestellt, die einem Raben ähnelt. Dies zeigt, dass das Bild des Raben als Tengu in der späten Edo-Zeit an Popularität gewann und sich festigte.